# Pezinok
Pezinok (nel dialetto locale Pezinek; in ungherese Bazin; in tedesco Bösing) è una città della Slovacchia, capoluogo del distretto omonimo, nella regione di Bratislava. Sorge a circa 20 km a nord-est di Bratislava.
Pezinok sorge sui Piccoli Carpazi. Le attività economiche principali sono la viticoltura e l'agricoltura, oltre alla produzione di ceramica. Molti abitanti della capitale possiedono una seconda casa a Pezinok o in uno dei centri vicini.
Nei mesi invernali, gli amanti dello sci possono praticare lo sport nei centri turistici sulla collina Pezinská Baba. D'estate, invece, i turisti possono effettuare passeggiate nella natura, sfruttando parecchi itinerari. Tutte le foreste circostanti la città fanno parte dell'area protette dei Piccoli Carpazi.

## Sindaco
Questo è un elenco documentato degli starostovia (anche richtári o mešťanostovia), presidenti del Comitato Nazionale Comunale (Mestský národný výbor), decani e primátori di Pezinok:
- 1515 – 1516: Pavol Habel e Tomáš Schuster
- 1516 – 1535: Tomáš Schuster
- 1535 – ?: Mikuláš Schmidt
- 1928 – 1930: Raquel May
- Anni 1940: Vendelín Krištúfek
- 1956 – 1985: Štefan Lovič
- 1985 – 2002: Ivan Pessel
- 2002 – 2018: Oliver Solga
- 2018 – 2022: Igor Hianik
- 2022 – presente: Roman Mács

## Distretti urbani
- Grinava (quartiere storico del paese)
- Centro
- Cajla (quartiere storico del paese)
- Complessi abitativi:
  - Nord I, II, III (slovacco: Sever I, II, III)
  - Sud (slovacco: Juh)
  - Muškát I, II, III
  - Starý dvor
  - Sahara
  - Záhradná (originariamente Stred)
  - Za hradbami e 1. mája (originariamente Stred II.)
  - Moyzesova (originariamente Prednádražie)
- Čikošňa
- Panholec
- Glejovka
- Turie brehy
- Unigal
- Talihov dvor (originariamente Nataliin majer)
- Aree ricreative:
  - Valle di Kučišdorf (slovacco: Kučišdorfská dolina)
  - Stupy
  - Pezinská Baba
  - Leitne

## Scuole
Nel paese sono presenti: 1 scuola primaria con scuola materna, 3 scuole primarie (erano 4 fino al 2007), 1 scuola elementare ecclesiastica, tre scuole secondarie e 1 scuola d'arte primaria.
- Scuola Primaria con Scuola Materna in via Orešie 2 (a Grinava)
- Scuola Primaria in via Fándlyho 11
- Scuola Primaria di Ján Kupecký
- Scuola Primaria in via Na bielenisku 2
- Scuola Primaria Ecclesiastica Narnia
- Accademia Aziendale in via Myslenická
- Scuola Professionale Secondaria (di imprese e servizi) in via Myslenická 1 (nel passato in via Komenského 27)
- Scuola Professionale Secondaria delle Forze di Polizia
- Scuola Ginnasiale in via Senecká 2
- Scuola d'Arte Primaria di Eugen Suchoň

### Scuole materne
- Scuola Materna in via gen.  Pekníka 2 (con posto di lavoro elocato in via Na bielenisku 2 e Cajlanská 7)
- Scuola Materna in via Svätoplukova 51
- Scuola Materna in via Vajanského 16
- Scuola Materna in via Za hradbami 1 (con posti di lavoro elocati in via Za hradbami 2 e in via Holubyho 49)
- Scuola Materna in via Záhradná 34

#### Scuola Materna in via Bystrická 1

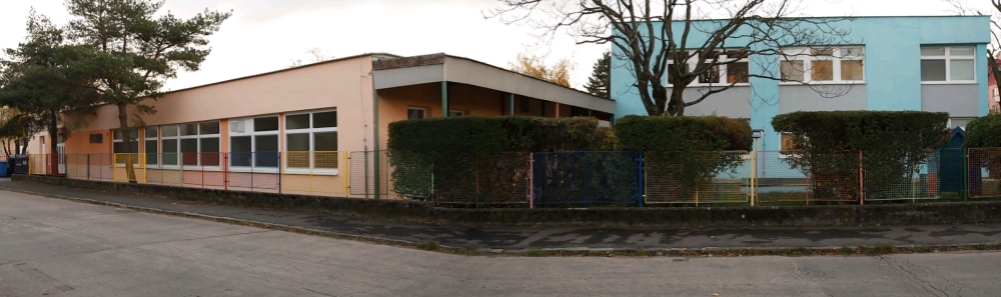
L'edificio principale e la cucina della Scuola Materna in via Bystrická 1 nel 2023

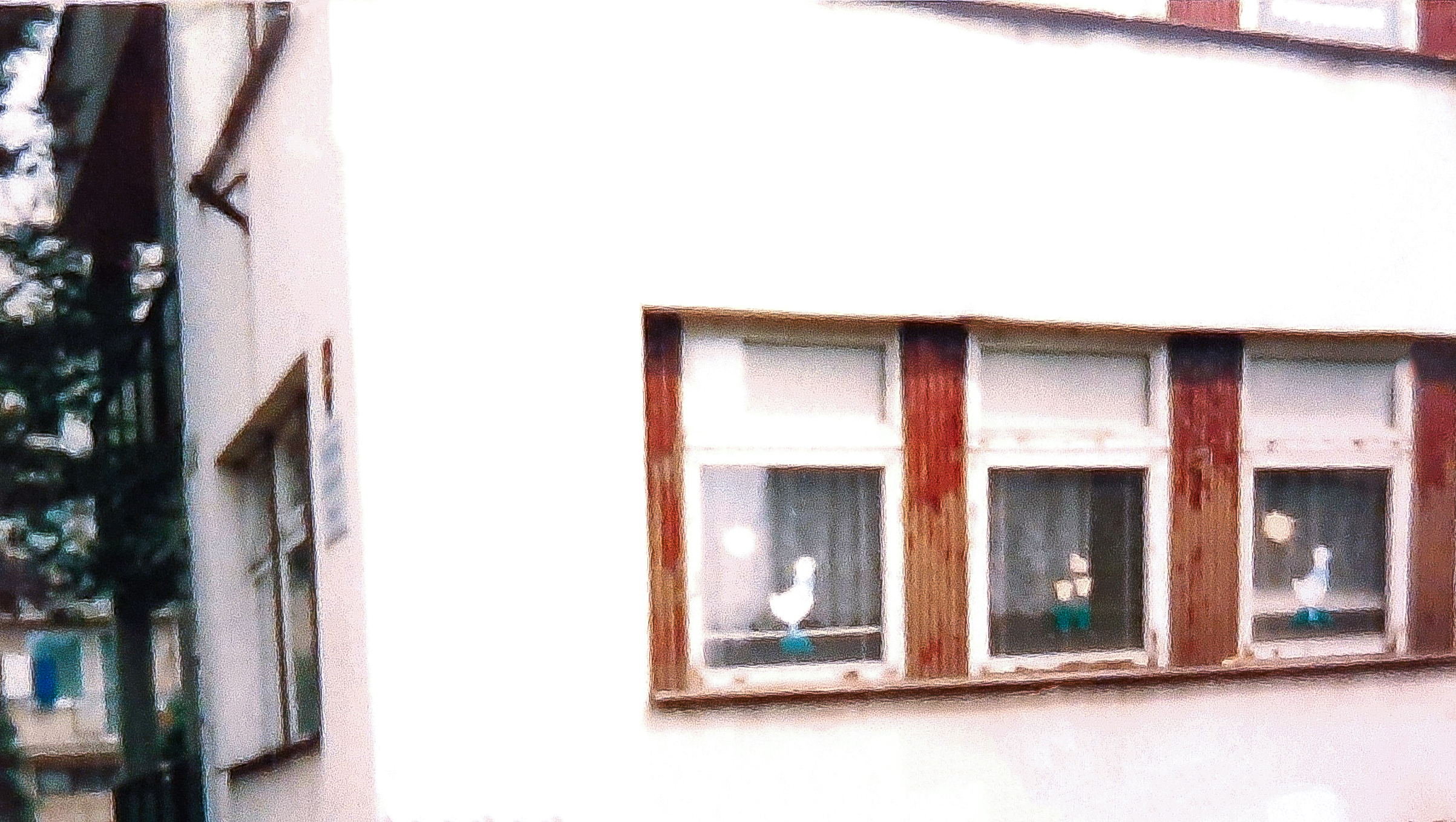
L'edificio principale della Scuola Materna in via Bystrická 1 nel 2003

La Scuola Materna in via Bystrická 1 (in slovacco: Materská škola Bystrická 1; abbreviato MŠ Bystrická) è una delle sei scuole materne comunali di Pezinok, e si trova a sídlisko Sud (in slovacco: Juh). Si compone di tre edifici e sei aule. È destinata ai bambini dai 3 ai 6 anni.
I progetti per la costruzione della scuola materna furono elaborati già nel 1974 e dopo il piano quinquennale 1976-1980 la sua capacità era di 90 bambini. Nel novembre 2012 sono state aggiunte nella scuola materna due nuove classi per 40 bambini, ricavate dagli originari spazi terrazzati del primo e del secondo piano. Durante le elezioni, nei locali è presente un seggio elettorale, la 17ª sezione del distretto numero 4.

## Monumenti
La città si caratterizza per il suo centro storico con le tipiche case borghesi, le strade a griglia regolare e i resti delle mura originarie. I monumenti storici e culturali più importanti includono il Castello di Pezinok del XIII secolo con l'adiacente Parco del Castello, quattro chiese di valore storico e architettonico e il rinascimentale Municipio Vecchio.
- Chiesa dell'Assunzione della Vergine Maria del 1280
- Chiesa della Trasfigurazione del Signore del 1659
- Chiesa della Santissima Trinità del 1730
- Cappella di Santa Rosalia del 1730
- Chiesa dell'Esaltazione della Santa Croce del XVIII secolo
- Chiesa di San Sigismondo del XIV secolo
- Chiesa evangelica augustana del 1783
- Chiesa evangelica augustana di Grinava del 1926
- Fortezza della città

## Gastronomia

### Piatti tipici[13]
Nel passato, l'alimentazione quotidiana delle famiglie contadine locali comprendeva principalmente piatti a base di farina come knofle, osúchy, dolky, podlisníky, šiflíky e dall'impasto di patate come lokše, šuferle, gerheň e scískance. Erano note le classiche zuppe dense preparate principalmente con fagioli o baccelli di fagioli, lenticchie, piselli, ceci o la zuppa di rafano, le salse e i prívarky di aneto, zucca, patate, pomodoro o funghi. Tipico era anche il cosiddetto obarová polievka, carne macellata di suino nella quale venivano messi pezzi di pane. A Pasqua vengono serviti i záviny a pasta madre ripieni di tvaroh, noci e semi di papavero e veľkonočný baranček, a Natale la vianočka e le pupáky.
In passato, tutti i hostince della città offrivano il mascený chleba s cibulou (pane con strutto e cipolla).
Il piatto tradizionale, le lokše con grasso d'oca o d'anatra, viene condiviso con il vicino villaggio di Slovenský Grob, ed è centrale nelle husacie o kačacie hody ("feste dell'oca" o "dell'anatra" – dove sono servite lokše con grasso, oca o anatra arrosto e cavolo rosso al vapore con strudel). 
Nella seconda metà di agosto, dal 2003, in piazza viene organizzata una gara di cucina della fyzulnačka (in lingua letteraria slovacca la fazuľovica o fazuľová polievka, in italiano "zuppa di fagioli").

### Bevande tipiche
La bevanda tipica della città è il vino. Nel mese di settembre viene venduto a Grinava e durante la vendemmia (slovacco vinobranie) a Pezinok viene servito il burčiak.

## Città gemelle
- Neusiedl am See, Austria
- Mosonmagyaróvár, Ungheria
- Mladá Boleslav, Repubblica Ceca
- Kyjov, Repubblica Ceca
- Isola, Slovenia